# 企業廣場

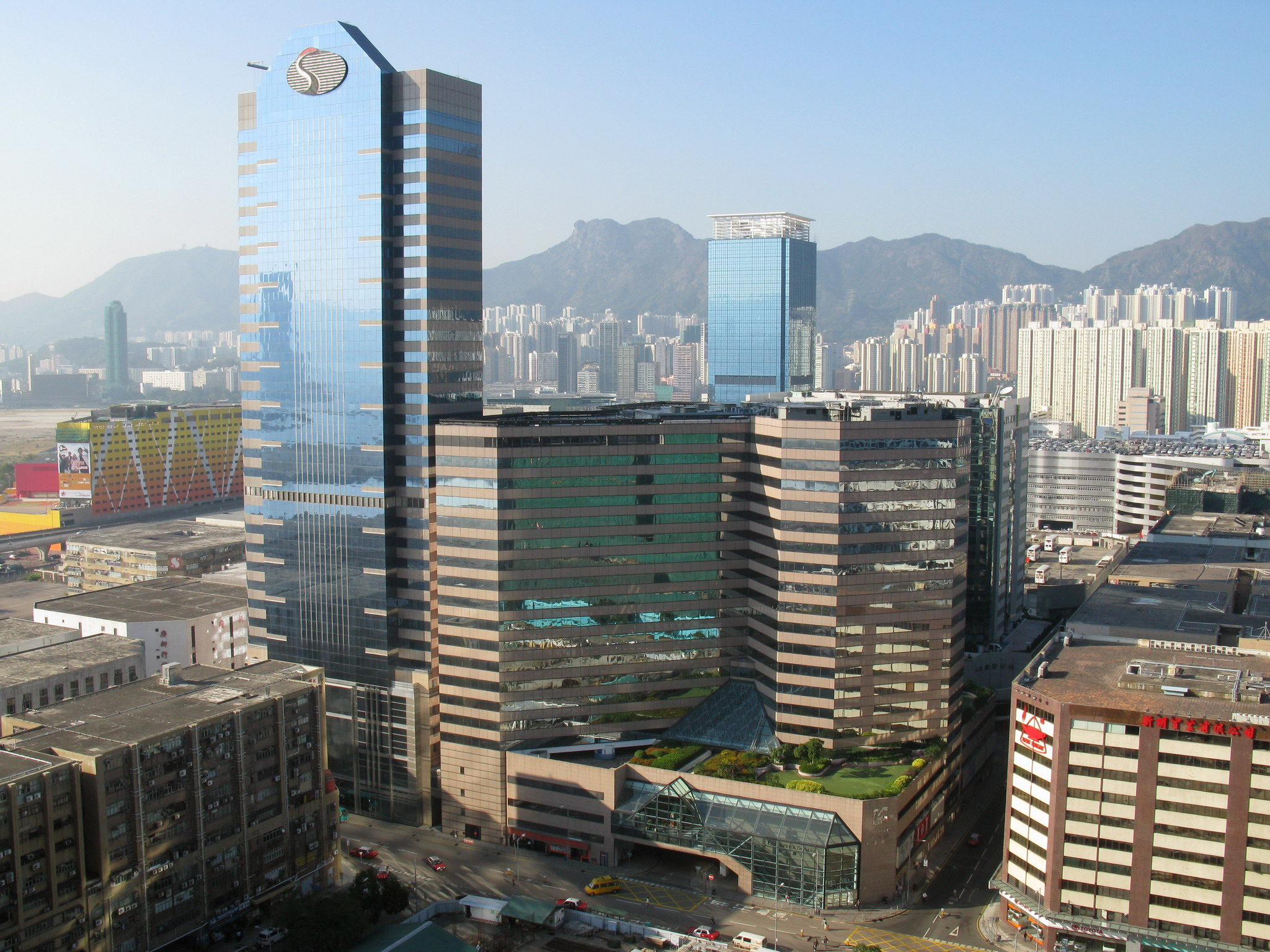
企業廣場一期及二期

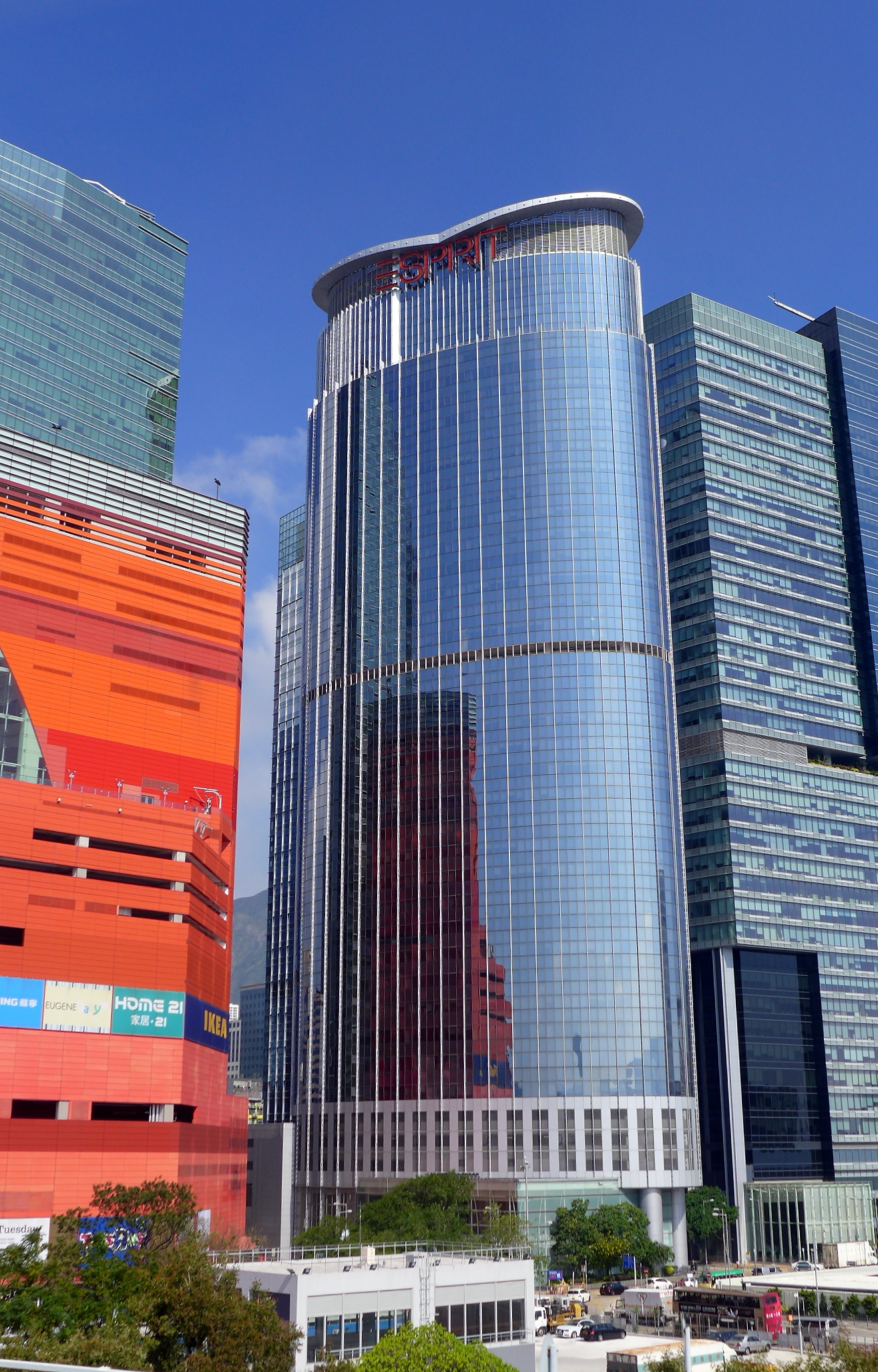
企業廣場三期

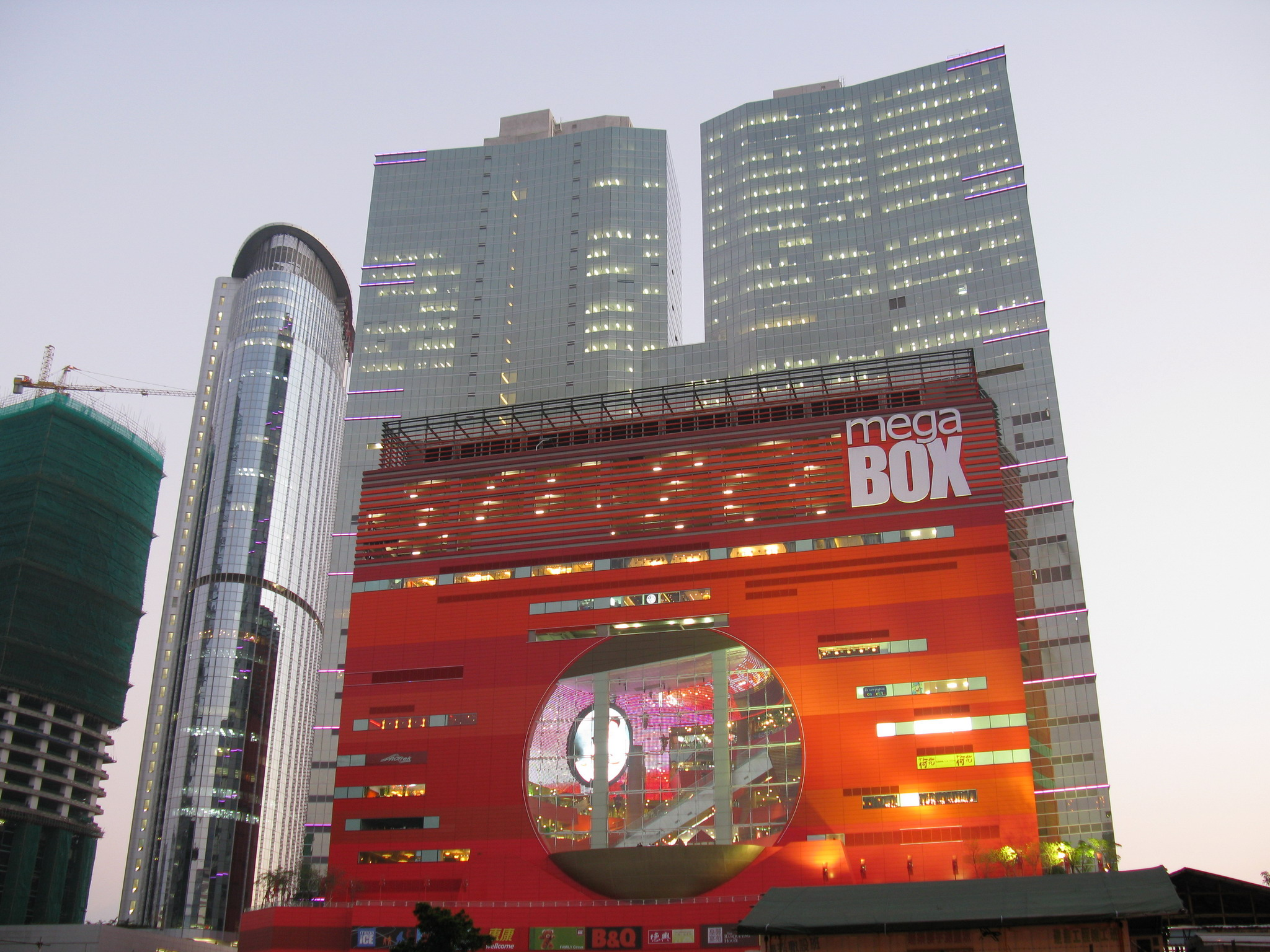
企業廣場五期

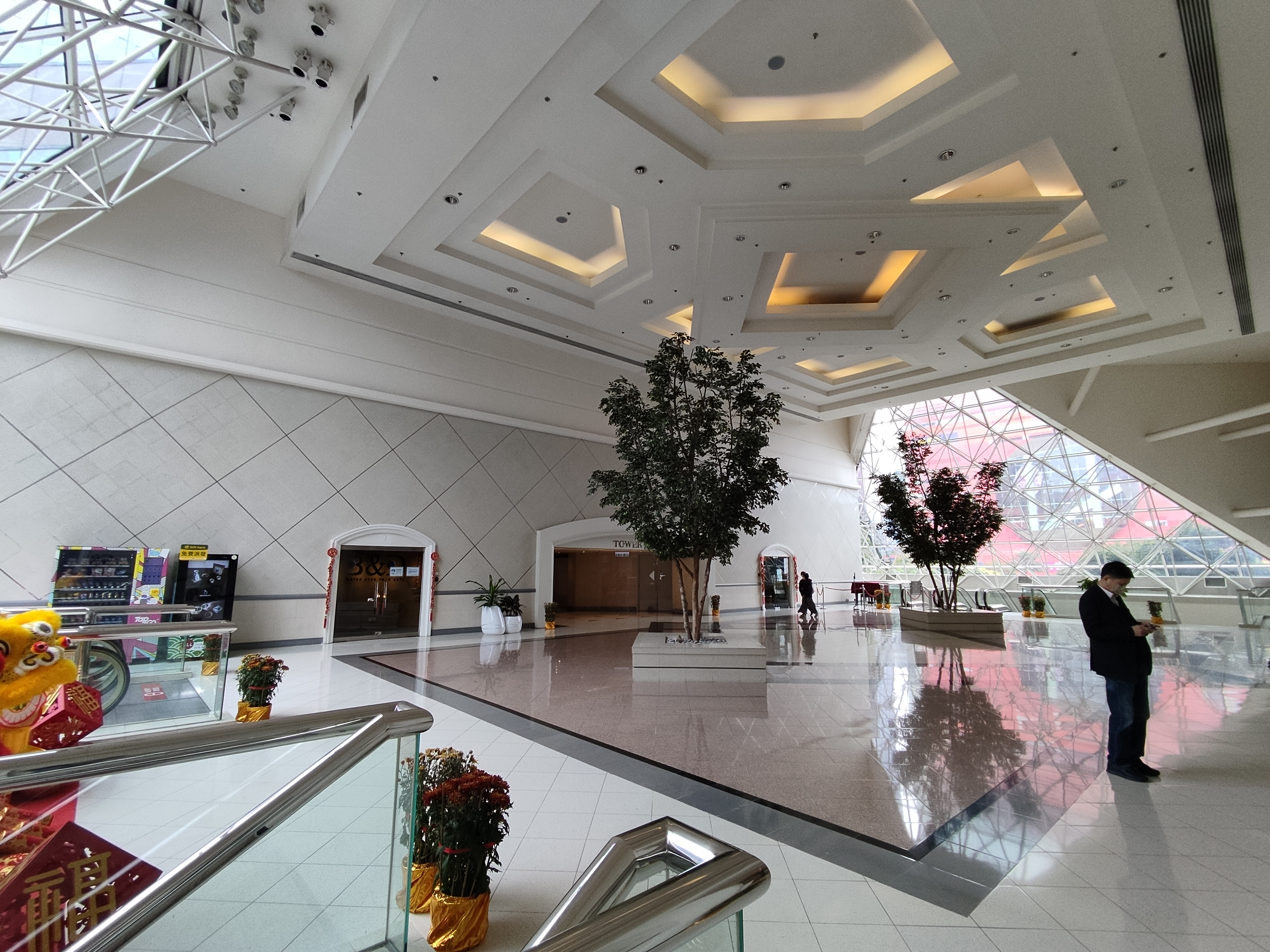
企業廣場一期大堂

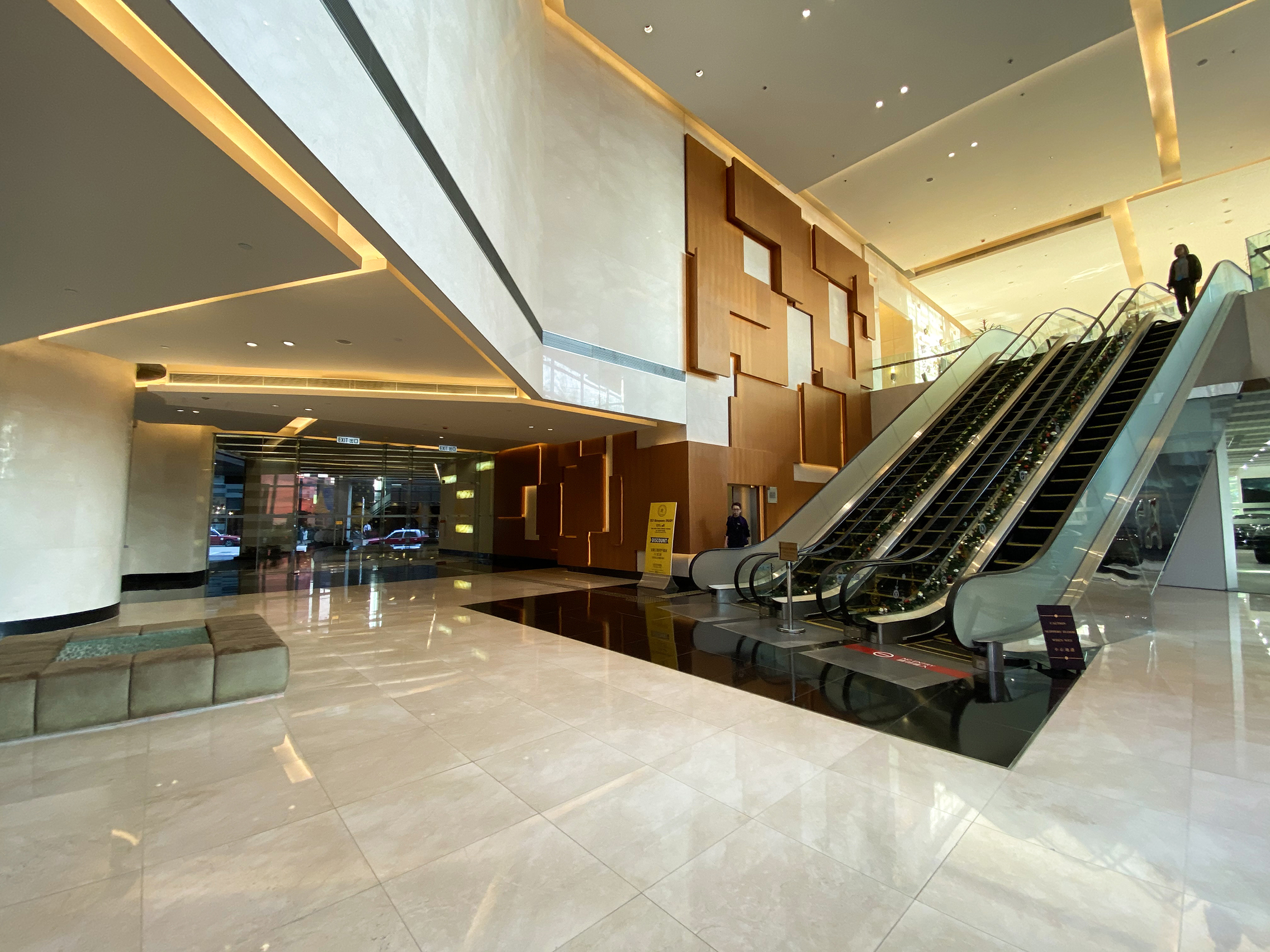
企業廣場三期宏照道入口

企業廣場各期位置簡圖（點選放大觀看）

企業廣場（英語：Enterprise Square）是嘉里建設在香港九龍灣投資的大型商業項目。現時，企業廣場1至3期業權大部分已由發展商售出。

## 簡歷

### 企業廣場1期
企業廣場1期位處於九龍九龍灣常悅道9號，1992年落成，由三座24層高寫字樓及兩層高的零售店舖組成，其中寫字樓部分是九龍灣的首座甲級寫字樓。地面為九龍灣公共運輸交匯處。
2012年8月中香港浸會醫院以1.36億元向中原地產創辦人施永青購入企業廣場1期2、3座7樓，呎價5216元，面積26078方呎。同年9月，浸會醫院再以8106.35萬元，呎價5753元，購入企業廣場1期3座18樓全層，面積14091方呎。
2021年4月中香港浸會醫院分別以約8084.18萬元，合共涉及約1.62億元出售企業廣場1期2座7樓及3座7樓，面積分別11,987及13,039平方呎，合共約26078平方呎計算，呎價約6200元，新買家為Moral Trend Holdings Limited及Surplus Enterprise Limited，註冊董事均包括亮碧思集團總裁黃樹雄

### 企業廣場2期
企業廣場2期是企業廣場發展項目的第二期，位處於九龍九龍灣常悅道3號，鄰近企業廣場一期，於2001年12月落成，由一座37層高的寫字樓組成。

### 企業廣場3期
企業廣場3期是企業廣場發展項目的第三期，於2005年2月落成。位處於九龍九龍灣宏照道39號，由一座樓高41層高（175米）的寫字樓及一層高的零售店舖組成，其中該期的最大企業思捷環球（Esprit）於2004年落實以2億元購入該期四層樓面作為區內及香港總部。
2015年12月22日，思捷環球以9.18億元向豐泰地產出售九龍灣宏照道企業廣場3期41、43、45、47及49樓共5層，另連同16個車位及招牌範圍，在完成交易後，思捷將向買家租回其中4層物業，分別是43、45、47及49樓、13個車位及招牌範圍等，繼續用作集團總部，首3年月租約60.8萬元

## 鄰近
- 零碳天地
- 南豐商業中心
- 新明大廈
- 恩浩國際中心
- 創豪坊
- 國際交易中心

## 外部連結
- 企業廣場
- 企業廣場三期[永久]
- 官方網站 （页面存档备份，存于）